# Vismia laxiflora
Vismia laxiflora är en johannesörtsväxtart som beskrevs av H. G. Reich.. Vismia laxiflora ingår i släktet Vismia och familjen johannesörtsväxter. Inga underarter finns listade i Catalogue of Life.